# Tanna, Antarktis
Tanna är en bergstopp i Antarktis. Den ligger i Östantarktis. Norge gör anspråk på området. Toppen på Tanna är 2 300 meter över havet.
Terrängen runt Tanna är varierad. Trakten är obefolkad. Det finns inga samhällen i närheten. 